# Expediente de Regulación Temporal de Empleo
En la legislación española, un Expediente de Regulación Temporal de Empleo, abreviado y también conocido popularmente como ERTE, es una modalidad de expediente de regulación de empleo  (ERE) mediante el cual una empresa en una situación excepcional busca obtener autorización para suspender los contratos de trabajo de sus trabajadores o reducir sus jornadas de manera temporal, pero no despedir definitivamente a parte o todos los trabajadores, cuando atraviesen por dificultades técnicas, organizativas que pongan en riesgo la continuidad de la compañía.

## Especificaciones
En España, está regulado por el artículo 47 del Estatuto de los Trabajadores.
Las principales características del ERTE son las siguientes:
1. No implica despido permanente: Durante el ERTE, el trabajador no pierde su puesto de trabajo de forma definitiva. Después de un período de tiempo, recupera su empleo en la empresa.
2. Flexibilidad en el número de trabajadores: A diferencia de los ERE, el ERTE puede aplicarse a cualquier compañía con independencia del número de empleados con los que cuente y del número de empleados afectados por esta medida.[6]
3. Consumo de prestación por desempleo: Mientras se aplica el ERTE, los trabajadores consumen su prestación por desempleo, descontándose los días de permanencia en el ERTE del periodo con derecho a cobro en caso de una posterior pérdida de empleo.
4. Prestación económica: Durante los primeros 180 días, el salario se reduce al 70 %, siendo habitual que las empresas negocien un complemento salarial, aunque no suele cubrir el 100 % de los ingresos.

## Equivalentes ERTE en en otros países
Distintas legislaciones incluyen procedimientos equivalentes al ERTE. En algunos países se oficializaron estos mecanismos durante la pandemia del COVID, para ayudar a las empresas a salvar inactividad de ese periodo, facilitar la movilización posterior.

## Legislación aplicable
- Estatuto de los Trabajadores.